# Vittore Bocchetta
Vittore Bocchetta (Sassari, 15 novembre 1918 – Verona, 18 febbraio 2021) è stato uno scultore, pittore, saggista e antifascista italiano, esponente della Resistenza durante la Seconda guerra mondiale.

## Biografia
Figlio di un ufficiale del genio militare e di una donna della borghesia sarda, dopo l'infanzia trascorsa in Sardegna, si trasferisce con la famiglia prima a Bologna e poi a Verona. Pur appartenendo ad una famiglia di artisti i genitori gli impediscono di dipingere e disegnare per timore che possa distrarsi dagli impegni scolastici. Dopo la morte prematura del padre nel 1935 rientra in Sardegna con la famiglia. Consegue a Cagliari la maturità classica nel 1938. Si iscrive alla Facoltà di Lettere e Filosofia dell'ateneo sardo ma presto rientra a Verona, sostenendo gli esami a Firenze pur risiedendo nella città scaligera. Si mantiene agli studi impartendo lezioni private e ricoprendo incarichi d'insegnamento di materie letterarie nei ginnasi Maffei (1939) e alle Stimate (1942) di Verona. Si laurea a Firenze nel 1944.

### Attività nella resistenza (1940-[945)
Le sue idee libertarie lo portano ad essere segnalato alle autorità fasciste nel 1941. Comincia quindi a frequentare un gruppo di antifascisti tra cui l'avvocato Giuseppe Tommasi, lo scultore veronese Nino Gottardi, il professore Berto Perotti e Darno Maffini, tenente "garibaldino" del fronte di liberazione franco-italiano.
Il gruppo si riunisce, fra le altre sedi, nello studio dell'altro scultore veronese Berto Zampieri.
Dopo l'armistizio di Cassibile e l'occupazione di Verona da parte dei tedeschi, contribuisce il 9 settembre 1943 alla fuga di diverse centinaia di militari italiani tenuti prigionieri dai nazisti nella caserma del Genio "Carlo Montanari". Il regista dell'operazione di salvataggio è don Eugenio Allegrini, parroco della chiesa della Santissima Trinità adiacente alla caserma, ma un ruolo fondamentale è svolto dall'intera borgata e in particolare dalle donne che si adoperano per procurare abiti civili per i soldati liberati.
Nel novembre 1943 è arrestato insieme ai componenti del gruppo Tommasi, considerato impropriamente primo CLN della provincia di Verona. Condotto e detenuto nella sala cinematografica della palazzina Corridoni, trasformata in quartier generale della polizia federale fascista, ha modo di incontrarvi altri esponenti del movimento di resistenza del Veneto come Norberto Bobbio, arrestato a Padova il 6 dicembre 1943 e trasferito a Verona per sospetta complicità con il gruppo Tommasi. Questa prima detenzione non è per lui dura come lo saranno le successive. Il 22 dicembre 1943 è trasferito con altri 9 compagni nel carcere degli Scalzi. Tra i rari momenti di conforto ci sono le visite del cappellano del carcere don Chiot.
Rilasciato nel febbraio 1944, entra a far parte come indipendente del vero e proprio primo CLN provinciale di Verona insieme all'avvocato Giuseppe Pollorini (liberale), Francesco Viviani (del Partito d'Azione), Giuseppe Deambrogi e Guglielmo Bravo (comunisti), Giuseppe Marconcini e Angelo Butturini (socialisti), Giovanni Domaschi (anarchico). Consiglieri militari sono il tenente colonnello Paolo Rossi, il maggiore Arturo Zenorini e il maresciallo Mario Ardu. Ha il tempo per laurearsi a Firenze nel maggio 1944 per poi essere nuovamente arrestato dai fascisti il 4 luglio 1944. In quei giorni sono anche arrestati quasi tutti i componenti del gruppo. È trasportato nelle casermette di Montorio Veronese dove per due settimane è interrogato e torturato dai fascisti. È poi consegnato ai tedeschi e trasferito prima nel carcere degli Scalzi e poi nelle celle ricavate nei sotterranei del palazzo dell'INA diventato sede del SD (il servizio segreto delle SS). Qui conosce altri sei prigionieri dei nazisti catturati durante missioni militari segrete. Insieme a loro, a sei compagni del CLN e ad altri otto prigionieri è trasferito al campo di transito di Bolzano il 27 agosto 1944. È detenuto con gli altri 20 nel blocco E, recintato col filo spinato perché riservato ai prigionieri politici considerati più pericolosi.
È deportato in Germania il 5 settembre 1944 con il cosiddetto Trasporto 81, un convoglio ferroviario di carri bestiame che trasporta 433 prigionieri. È immatricolato il 7 settembre 1944 nel campo di Flossenbürg con il triangolo rosso ed il numero 21631. Il 30 settembre 1944, terminato il periodo di quarantena, è destinato al sottocampo di Hersbruck. È impiegato in lavori forzati di scavo di una galleria in una vicina montagna (Houbirg) nei pressi di Happurg. Vede morire già nei primi mesi Giuseppe Deambrogi, Guglielmo Bravo e Mario Ardu. Riesce a sopravvivere per una serie di circostanze fortuite, la sua età relativamente giovane (26 anni) e l'aiuto di Teresio Olivelli che svolge per un breve periodo la funzione di capo della sua baracca, la numero 14.
Nei primi giorni di aprile 1945, con l'avvicinarsi delle forze angloamericane, il campo di Hersbruck è evacuato dai tedeschi e i deportati sopravvissuti sono trasferiti verso la Baviera meridionale con le cosiddette marce della morte. Durante una delle tappe, in prossimità di Schmidmühlen, riesce a fuggire insieme a un deportato francese. Si abbandona privo di sensi a Hohenfels di fronte al reticolato di un campo di prigionieri di guerra alleati (lo Stalag 383), lasciato ormai praticamente incustodito dai tedeschi. Curato e nutrito da un gruppo di prigionieri, si riprende gradualmente. Liberato dagli Americani nel maggio 1945, dopo un soggiorno a Ratisbona (in tedesco Regensburg), rientra finalmente in Italia nel giugno 1945.

### Il dopoguerra (1945-1948)
Le speranze di chi come lui aveva lottato per la libertà e la giustizia sono alquanto deluse. Entra presto in dissidio con la politica dei partiti che gli rimprovera la sua scelta di restare indipendente. Nel 1945 fa parte della commissione di epurazione ma si dimette disgustato. Ha difficoltà però a trovare altre occupazioni.
Nel 1946 ottiene un finanziamento governativo per l'allestimento di un concerto vocale e strumentale all'Arena di Verona. Nel 1947 è premiato dal governo per un adattamento musicale della poesia medievale La Passione di Cristo, primo spettacolo tenuto in era moderna al Teatro romano di Verona.
Nel giugno 1947 esprime pubblicamente con una lettera a L'Arena di Verona il suo dissenso su un episodio di intolleranza e violenza nei confronti di simpatizzanti del Fronte dell'Uomo Qualunque.
Successivamente è egli stesso percosso, insultato ed emarginato e si decide per l'esilio.

### In Argentina e Venezuela (1949-1958)
Parte per Buenos Aires nel gennaio 1949 come corrispondente per L'Arena. Poiché in Argentina i suoi titoli accademici non gli sono riconosciuti, trova occupazione in una fabbrica di ceramica dove apprende alcune delle tecniche che utilizzerà in seguito nella sua attività di scultore. Scopre per la prima volta il suo talento nel modellare l'argilla e crea piccole statuette da collezione che riscuotono un buon successo commerciale. Espone per la prima volta i suoi pezzi nel 1952 a Quilmes (Buenos Aires) e gli è attribuito un premio di acquisizione per il suo progetto di monumento alla Madre Terra che svilupperà però solo 20 anni dopo negli Stati Uniti. Avvia in proprio una fabbrica di ceramica artistica, ma l'instabilità politica legata al regime di Perón lo induce a lasciare l'Argentina nel 1954.
In Venezuela riprende ad insegnare (Latino nel 1956 al liceo Avila di Caracas), dipinge murales e crea modelli in scala, schizzi e progetti per alcuni dei monumenti per il parco memoriale di paseo los Illustres a Caracas. Anche in Venezuela il clima politico e sociale non è favorevole sotto la dittatura di Pérez Jiménez. Durante un soggiorno negli Stati Uniti apprende delle conseguenze del colpo di Stato del gennaio 1958 in Venezuela e decide di non rientrare a Caracas, abbandonando là ogni sua opera.

### A Chicago (1958-1986)
Si ritrova negli Stati Uniti senza conoscere l'Inglese e senza che i suoi titoli e le sue referenze siano inizialmente apprezzati. Lavora per alcuni privati che gli commissionano pitture murali di nessun pregio per le loro abitazioni. Decide quindi di riprendere gli studi ed ottiene un primo incarico di insegnamento (Spagnolo) nell'ottobre 1959 e fino al 1961 al Saint Xavier College.
Nel 1962 presiede l'Istituto Italiano di Cultura di Chicago. Tra il 1963 e il 1967 è autore o coautore di un dizionario Italiano-Inglese tascabile e di dizionari di Italiano-Inglese e Latino-Inglese che saranno pubblicati in varie edizioni e ristampe fino al 1985.
Insegna Spagnolo all'Indiana University nel 1965, letterature comparate alla Roosevelt University e Italiano alla University of Chicago dove ottiene il Ph.D. in lingue e letterature romanze nel 1967. Insegna letteratura spagnola alla Loyola University Chicago dal 1969 al 1972.
Riprende la produzione di statuette commerciali ma finalmente passa alle sculture di dimensioni maggiori, come il Daedalus (del 1964) che considera la sua prima vera e propria opera d'arte. Utilizza vari materiali come bronzo, acciaio inox, alabastro, marmo. Fonde lui stesso i suoi bronzi e giunge al processo di creare una «pelle» di metallo fuso su un'«anima» di poliestere. Alcune delle sue sculture del periodo 1965-1971 fanno parte della collezione permanente del Chicago Public Library Cultural Center.
Nel 1965 rilancia la sede di Chicago della Società Dante Alighieri che presiede fino al 1986. Nel 1966 organizza e conduce per 13 settimane il programma televisivo di conversazione italiana When in Rome, trasmesso dal canale WTTW.
Del 1969 è la sua prima mostra personale negli Stati Uniti (a Detroit). Dal 1970 al 1973 espone ripetutamente nel John Hancock Center appena inaugurato.
Tra il 1970 e il 1976 pubblica per la Editorial Gredos due saggi sulla letteratura dell'età d'oro rinascimentale latina e spagnola ed uno sul pensiero filosofico occidentale del XX secolo. Per il saggio Horacio en Villegas y en Fray Luis de León è nominato nel 1972 membro ad honorem della Società Ovidiana dell'Università di Bucarest.
Nel 1971 è addetto stampa dell'Art Institute of Chicago.
Nella seconda metà degli anni 1970 viaggia ripetutamente in Italia e comincia ad accarezzare l'idea di tornare definitivamente in patria. Lasciato l'insegnamento e ridotta momentaneamente la pratica artistica, raccoglie e riordina vari documenti relativi al periodo 1940-1947 che utilizzerà successivamente per una serie di saggi storici e letterari.

### Ritorno in Italia

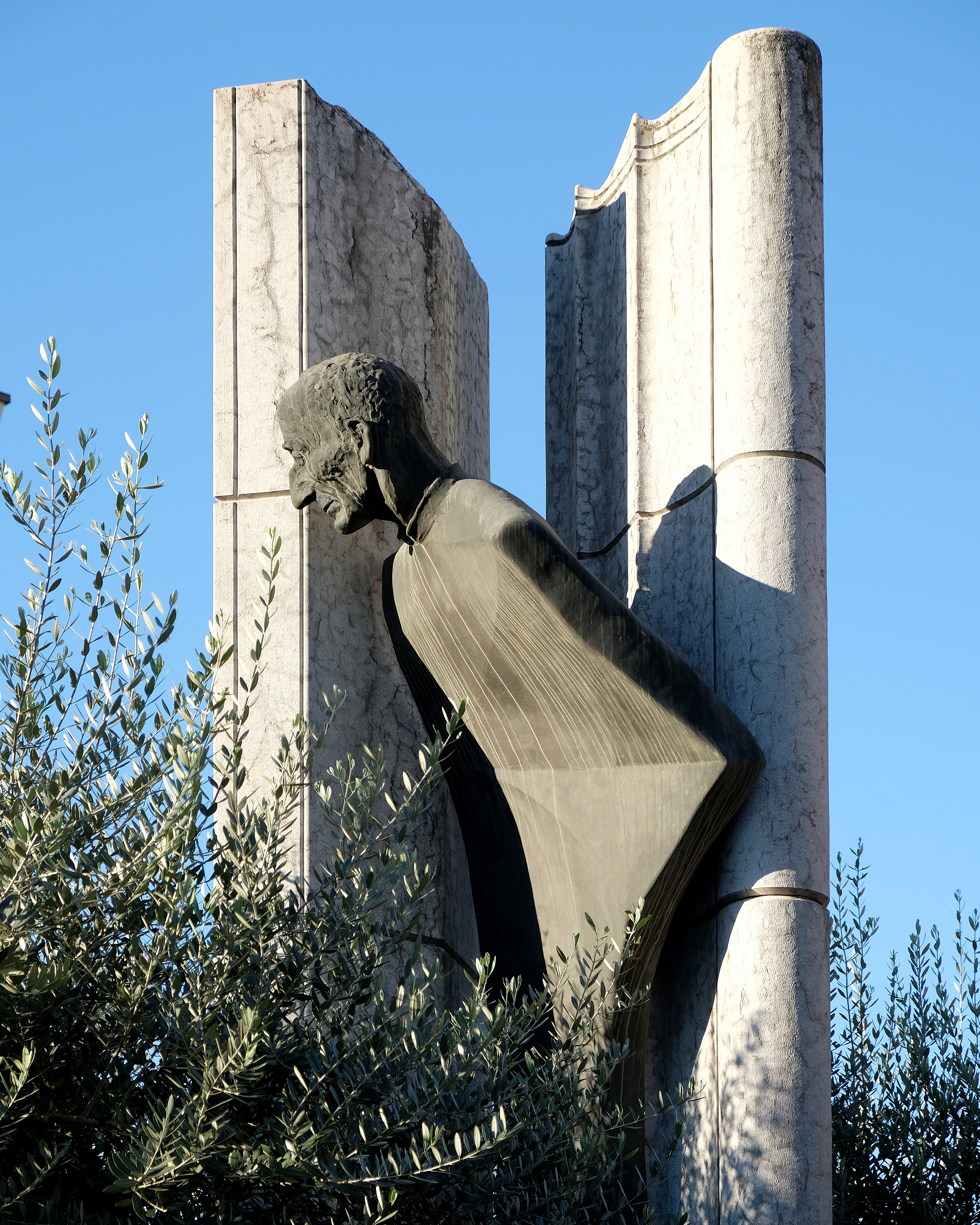
Monumento a mons. Giuseppe Chiot, largo don Giuseppe Chiot, Verona

Dal 1986 al 1989 trascorre ogni anno soggiorni di alcuni mesi a Verona. Lavora su progetti letterari e artistici che hanno l'obiettivo di "limare e difendere le sue memorie". La prima opera di tale periodo è Cipresso, un obelisco di acciaio inox di oltre 7 metri. È un monumento in ricordo dei sei giovani che il 17 luglio 1944 assaltarono il carcere degli Scalzi per liberare dai nazifascisti il sindacalista e politico Giovanni Roveda. La scultura è inaugurata il 25 aprile 1988, anniversario della liberazione dell'Italia dai nazifascisti, proprio nel terreno dove si trovava il carcere. Così come il 25 aprile 1989 è inaugurato nel largo antistante il monumento a don Chiot, cappellano del carcere.
Nel 1989, stabilitosi definitivamente a Verona, pubblica la prima edizione dell'opera autobiografica sul periodo 1940-1945, che rivedrà e correggerà più volte in seguito alla scoperta di nuovi documenti. Nel 1991 ne pubblica l'edizione inglese e nel 2003 quella tedesca. L'opera costituisce anche la trama dei documentari Spiriti liberi, 1941-1945, Ribelli a Verona,  diretto da Stefano Paiusco, prodotto dal Comune di Verona e presentato il 24 aprile 2004 al Palazzo della Gran Guardia e Wider das Vergessen (Non Dimenticare) diretto dal regista tedesco Claus Dobberke e presentato al museo del cinema di Potsdam il 27 gennaio 2007, Giorno della Memoria.
Si impegna nella difesa della memoria della Resistenza con discorsi ufficiali, incontri nelle scuole, articoli su giornali e riviste.
Nel 1995 pubblica un saggio sul coinvolgimento dell'industria chimico-farmaceutica tedesca nel nazismo e sulla sua sostanziale impunità in seguito al processo di Norimberga del 1947-1948.
Dal 2001 viaggia ripetutamente in Germania dove un gruppo di intellettuali fonda l'associazione Freundeskreis Vittore Bocchetta Non Dimenticare che promuove la sua partecipazione a varie iniziative come testimone e vittima del periodo nazista. Dal 2003 le sue sculture e pitture sono esposte in varie città tedesche con una mostra itinerante. L'8 maggio 2007 partecipa allo scoprimento della sua scultura Ohne Namen (Senza nome) nel sito del campo di sterminio di Hersbruck da cui si era miracolosamente salvato nel 1945.
Muore nella sua casa di Verona il 18 febbraio 2021, all'età di 102 anni. Dopo i funerali, è sepolto nel Cimitero monumentale cittadino.

## Mostre personali
- Quilmes (Buenos Aires), Argentina, Consejo Municipal, 1952.
- Caracas (Distrito Federal), Venezuela, Paseo de los Ilustres, 1956.
- Detroit (Michigan), USA, Detroit Bank & Trust Company, 1969.
- Chicago (Illinois), USA, Upper Avenue National Bank, John Hancock Center, 1970.
- Chicago (Illinois), USA, J. Walter Thompson Company, John Hancock Center, 1970.
- Chicago (Illinois), USA, Aetna Bank, 1970.
- Chicago (Illinois), USA, John Hancock Center, 1971; 1973.
- Chicago (Illinois), USA, Siegel Galleries, 1971-1977.
- New York (New York), USA, Lynn Kottler Galleries, 1973.
- Chicago (Illinois), USA, Merrill Chase Galleries, 1974-1978; 1983; 1984.
- Chicago (Illinois), USA, Chicago Public Library Cultural Center e Auditorium della American Dental Association (con asta di beneficenza per la American Cancer Society), 1975.
- Verona, Palazzo della Ragione, 1991.
- Verona, Officina d'arte, corso Porta Borsari 17, 1995.
- Caprino Veronese (Verona), Villa Carlotti, 1995.
- Verona, Art Gallery Leonardo, 1996.
- Detmold (Nord Reno-Westfalia), Germania, Lippischen Landesbibliothek, 2003.
- Wolfsburg (Bassa Sassonia), Germania, Centro Italiano, 2004.
- Potsdam (Brandeburgo), Germania, Altes Rathaus, 2004.
- Lüdenscheid (Nord Reno-Westfalia), Germania, Sparkasse, 2005.
- Kassel (Assia), Germania, Justizzentrum, 2005.
- Weimar (Turingia), Germania, Literaturhaus, 2006.
- Norimberga (Baviera), Germania, Dokumentationszentrum Reichsparteitagsgelände, 2011
- Flossenbürg (Baviera), Germania, KZ-Gedenstätte Flossenbürg, 2012
- Saint-Omer (Passo di Calais), Francia, La Coupole - Centre d'Histoire et de Mémoire du Nord-Pas-de-Calais, 2012
- Hersbruck (Baviera), Germania, Finanzamt, 2012
- Ratisbona (Baviera), Germania, Stadtbücherei – Die Volkshochschulen, 2013
- Detmold (Nord Reno-Westfalia), Germania, Rathaus, 2013
- Verona, Palazzo della Gran Guardia, 2013
- Monticello Brianza (Lecco), Villa Greppi, 2015
- Cagliari, Centro Comunale d'Arte e Cultura Il Ghetto, 2015

## Monumenti pubblici

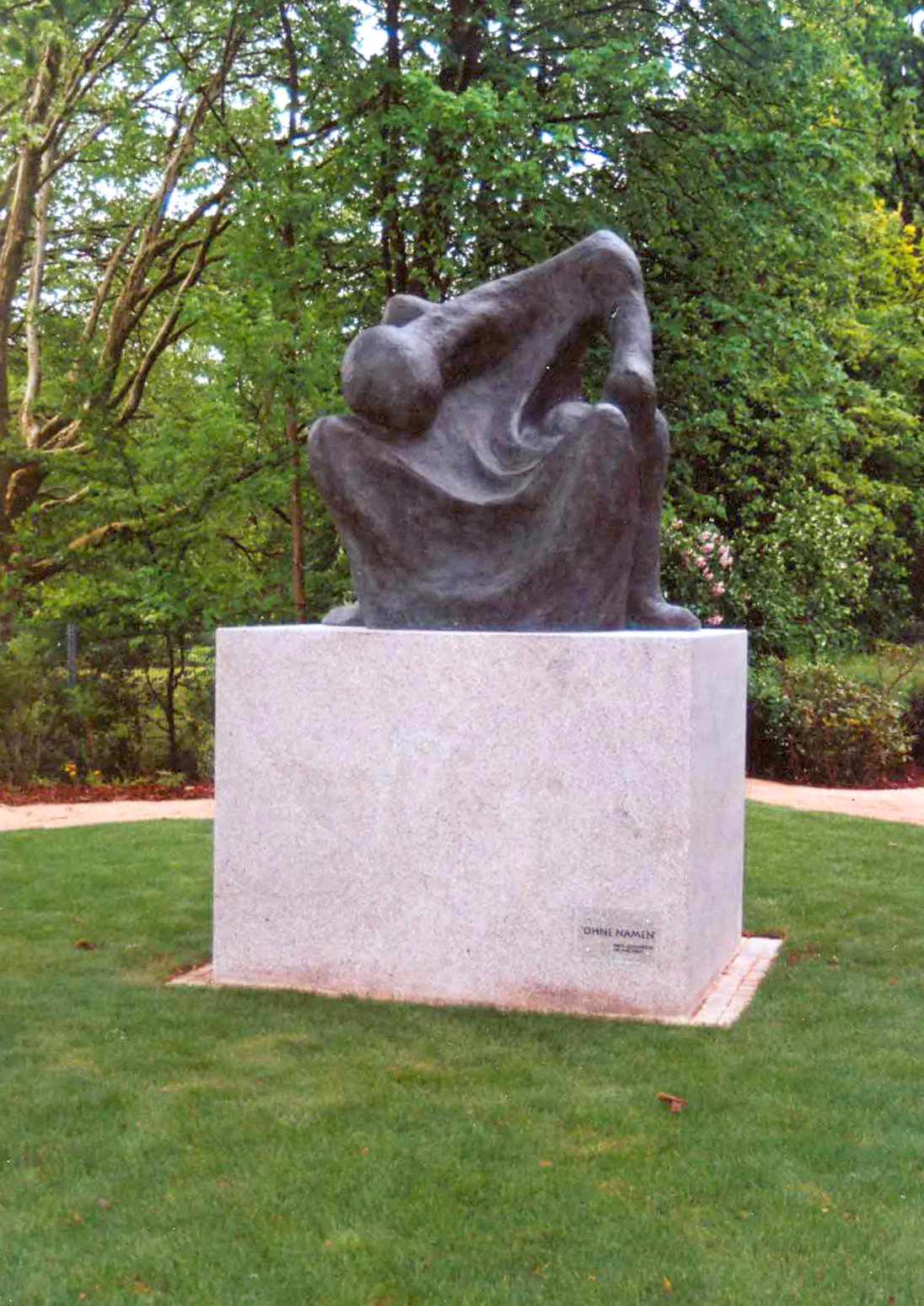
Ohne Namen nel memoriale del campo di Hersbruck

- Narcissus e Black Hole, nel Chicago Public Library Cultural Center, Chicago, 1965.
- Pittrice e Vasaio, nella sede della Ortho-Tain Inc., Bayamon, Portorico, 1966.
- The Egg Man e Man in the Sand, nel giardino del grattacielo di 201 East Chestnut Street, Chicago, 1968.
- Mother Earth, nel Chicago Public Library Cultural Center, Chicago, 1971.
- Expansion, nella sede della Household International Inc., Prospect Heights, Illinois, 1983.
- Cipresso, nel chiostro della Chiesa degli Scalzi, Verona, 1988.
- Don Chiot, nel largo Don Chiot, Verona, 1989.
- Omaggio a Pertini, nel portico a lato di Villa Carlotti, Caprino Veronese, Verona, 1995.
- Ohne Namen, nel memoriale del campo di sterminio di Hersbruck, Germania, 2007.

## Scritti
- New Century Vest-Pocket Italian Dictionary, Piscataway, NJ, New Century Publishers, 1963. ISBN non esistente
- Follett World-Wide Italian Dictionary, Chicago-New York, Follett Publishing, 1965. ISBN non esistente
- Follett World-Wide Latin Dictionary, Chicago, Follett Publishing, 1967. ISBN non esistente
- Horacio en Villegas y en Fray Luis de León, Madrid, Editorial Gredos, 1970, ISBN 84-249-3376-1.
- Circunstancialismo del siglo XX, Madrid, Editorial Gredos, 1972, ISBN 84-249-3386-9.
- Sannazaro en Garcilaso, Madrid, Editorial Gredos, 1976. ISBN 8424934792.
- Spettri scalzi della Bra. Verona-Flossenburg, anni 40 ... 45 ..., Verona, Bertani Editore, 1989.
- Sinister, New York, Vantage Press, 1990. ISBN 0533084997.
- Eye of the Eagle, New York, Vantage Press, 1991. ISBN 0533086876.
- 1940-1945 Quinquennio Infame, Melegnano (Milano), Montedit, 1995. ISBN 8886039441.
- Aspirina per Hitler (Impunità di I.G. Farben), Melegnano (Milano), Montedit, 1995. ISBN 8886039352.
- Norimberga 1946. Processo ai medici assassini, Verona, Edizioni Gielle, 2000.
- Jene fünf verdammten Jahre. Aus Verona in die Konzentrationslager Flossenbürg und Hersbruck, Lage (Germania), Verlag Hans Jacobs, 2003. ISBN 3-89918-118-2.
- Bilder und Skulpturen. Zur Ausstellung der Kunstwerke Vittore Bocchettas, Lage (Germania), Verlag Hans Jacobs, 2003. ISBN 3-89918-120-4.
- Simone Gianesini (a cura di), Prima e dopo. «Quadri» 1918-1949, Albaredo d'Adige (Vr), Tamellini, 2012, ISBN 978-88-906905-1-8.

## Documentari
- KZ Hersbruck - und das Doggerwerk, regia di Gerhard Faul (2000)
- Speciale Deportazione, regia di Antonello Lai - Tele Costa Smeralda (2000)
- Testimonianze dai Lager, regia di Eraldo Mangano - Rai Educational (2002)
- Spiriti liberi, 1941-1945, Ribelli a Verona, regia di Stefano Paiusco - Comune di Verona (2004)
- Non Dimenticare (Wider das Vergessen), regia di Claus Dobberke e Stefan Mehlhorn (2007)